# Turnverein Bühl Volleyball 2020-2021
Questa voce raccoglie le informazioni riguardanti il Turnverein Bühl Volleyball nelle competizioni ufficiali della stagione 2020-2021.

## Organigramma societario
Area direttiva
- Presidente: Hubert Schnurr

Area tecnica
- Allenatore: Alejandro Kolevich
- Assistente allenatore: Tomás López, Ina Schultz, Oliver Stolle, Alpár Szabó
- Scoutman: Jannis Oser

Area sanitaria
- Medico: Marc Bientzle
- Fisioterapista: Joachim Bertele, Ulrike Frank, Tobias Martin, Valerie Metzler

## Rosa
| N° | Nome              | Ruolo | Data di nascita   | Nazionalità sportiva |
| -- | ----------------- | ----- | ----------------- | -------------------- |
| 1  | Alpár Szabó       | C     | 26 luglio 1990    | Ungheria             |
| 2  | Tim Stöhr         | S     | 3 agosto 1996     | Germania             |
| 3  | Stefan Thiel      | P     | 15 ottobre 1997   | Germania             |
| 4  | Jonas Treder      | L     | 1º marzo 2000     | Germania             |
| 5  | Simon Gallas      | O     | 1º ottobre 2001   | Germania             |
| 6  | Luciano Aloisi    | P     | 18 ottobre 2002   | Italia               |
| 7  | Edvinas Vaškelis  | O     | 20 giugno 1996    | Lituania             |
| 8  | Paul Henning      | C     | 28 settembre 1997 | Germania             |
| 9  | Mathäus Jurkovics | C     | 27 aprile 1998    | Austria              |
| 11 | Leon Meier        | S     | 28 gennaio 2002   | Germania             |
| 14 | Florian Ringseis  | L     | 9 luglio 1992     | Austria              |
| 15 | Niklas Kronthaler | S     | 14 maggio 1994    | Austria              |
| 17 | Tomás López       | S     | 12 settembre 1994 | Argentina            |
| 18 | Elias Walther     | C     | 3 agosto 2000     | Germania             |

## Statistiche

### Statistiche di squadra
| Competizione      | Punti | In casa | In casa | In casa | In trasferta | In trasferta | In trasferta | Totale | Totale | Totale |
| Competizione      | Punti | G       | V       | P       | G            | V            | P            | G      | V      | P      |
| ----------------- | ----- | ------- | ------- | ------- | ------------ | ------------ | ------------ | ------ | ------ | ------ |
| 1. Bundesliga     | 28    | 11      | 5       | 6       | 12           | 5            | 7            | 23     | 10     | 13     |
| Coppa di Germania | -     | 1       | 0       | 1       | 0            | 0            | 0            | 1      | 0      | 1      |
| Totale            | -     | 12      | 5       | 7       | 12           | 5            | 7            | 24     | 10     | 14     |

G = partite giocate; V = partite vinte; P = partite perse

### Statistiche dei giocatori
| Giocatore     | 1. Bundesliga | 1. Bundesliga | 1. Bundesliga | 1. Bundesliga | 1. Bundesliga | Coppa di Germania | Coppa di Germania | Coppa di Germania | Coppa di Germania | Coppa di Germania | Totale | Totale | Totale | Totale | Totale |
| Giocatore     | P             | PT            | AV            | MV            | BV            | P                 | PT                | AV                | MV                | BV                | P      | PT     | AV     | MV     | BV     |
| ------------- | ------------- | ------------- | ------------- | ------------- | ------------- | ----------------- | ----------------- | ----------------- | ----------------- | ----------------- | ------ | ------ | ------ | ------ | ------ |
| L. Aloisi     | 21            | 11            | 4             | 5             | 2             | 1                 | 0                 | 0                 | 0                 | 0                 | 22     | 11     | 4      | 5      | 2      |
| S. Gallas     | 21            | 174           | 155           | 15            | 4             | 1                 | 0                 | 0                 | 0                 | 0                 | 22     | 174    | 155    | 15     | 4      |
| P. Henning    | 22            | 126           | 89            | 21            | 16            | 1                 | 8                 | 6                 | 0                 | 2                 | 23     | 134    | 95     | 21     | 18     |
| M. Jurkovics  | 21            | 137           | 97            | 32            | 8             | 1                 | 10                | 4                 | 6                 | 0                 | 22     | 147    | 101    | 38     | 8      |
| N. Kronthaler | 23            | 254           | 214           | 31            | 9             | 1                 | 12                | 10                | 2                 | 0                 | 24     | 266    | 224    | 33     | 9      |
| T. López      | 18            | 239           | 203           | 24            | 12            | 1                 | 17                | 13                | 4                 | 0                 | 19     | 256    | 216    | 28     | 12     |
| L. Meier      | 7             | 3             | 3             | 0             | 0             | 0                 | 0                 | 0                 | 0                 | 0                 | 7      | 3      | 3      | 0      | 0      |
| F. Ringseis   | 23            | 0             | 0             | 0             | 0             | 1                 | 0                 | 0                 | 0                 | 0                 | 24     | 0      | 0      | 0      | 0      |
| T. Stöhr      | 18            | 85            | 73            | 10            | 2             | 1                 | 3                 | 2                 | 0                 | 1                 | 19     | 88     | 75     | 10     | 3      |
| A. Szabó      | 16            | 78            | 46            | 28            | 4             | 0                 | 0                 | 0                 | 0                 | 0                 | 16     | 78     | 46     | 28     | 4      |
| S. Thiel      | 22            | 31            | 11            | 13            | 7             | 1                 | 1                 | 0                 | 1                 | 0                 | 23     | 32     | 11     | 14     | 7      |
| J. Treder     | 1             | 0             | 0             | 0             | 0             | 0                 | 0                 | 0                 | 0                 | 0                 | 1      | 0      | 0      | 0      | 0      |
| E. Vaškelis   | 23            | 209           | 181           | 18            | 10            | 1                 | 18                | 16                | 1                 | 1                 | 24     | 227    | 197    | 19     | 11     |
| E. Walther    | 1             | 0             | 0             | 0             | 0             | 0                 | 0                 | 0                 | 0                 | 0                 | 1      | 0      | 0      | 0      | 0      |

P = presenze; PT = punti totali; AV = attacchi vincenti; MV = muri vincenti; BV = battute vincenti